# Amphiuma
Famille
Genre
Synonymes
- Chrysodonta Mitchill, 1822
- Sirenoidis Fitzinger, 1843
- Muraenopsis Fitzinger, 1843

Amphiuma est un genre d'urodèles, le seul de la famille des Amphiumidae.

## Distribution
Les trois espèces de ce genre sont endémiques du Sud-Est des États-Unis.

## Liste des espèces
Selon Amphibian Species of the World (20 février 2014) :
- Amphiuma means Garden, 1821
- Amphiuma pholeter Neill, 1964
- Amphiuma tridactylum Cuvier, 1827

## Publications originales
- Smith, 1821 : A Selection of the Correspondence of Linnaeus and Other Naturalists from the Original Manuscripts. vol. 1, London: Longman, Hurst, Rees, Orme and Brown (texte intégral)
- Gray, 1825 : A synopsis of the genera of reptiles and Amphibia, with a description of some new species. Annals of Philosophy, sér. 2, vol. 10, p. 193-217 (texte intégral).